# Karel Petrů
Karel Petrů (24 de janeiro de 1891  — 1949) foi um treinador de futebol tchecoslovaco.

## Carreira
Foi o treinador a seleção da Tchecoslováquia entre 1931 e 1934. ele convocou e comandou na Copa do Mundo de 1934, ficando em segundo lugar. 

## Títulos
- Copa do Mundo: Vice - 1934